# Christopher Conyers (Adliger, † zwischen 1463 und 1465)
Christopher Conyers († zwischen 4. April 1463 und 29. September 1465) war ein englischer Adliger.

## Herkunft und Erbe
Christopher Conyers entstammte der Familie Conyers, einer weitverzweigten Familie der Gentry aus Nordostengland. Er war der älteste Sohn von John Conyers und dessen Frau Margaret St Quintin. Nach dem Tod seines Vaters vor 1412 erbte er Hornby Castle, das seine Mutter mit in die Ehe gebracht hatte. Seine beiden jüngeren Brüder Richard und Thomas erbten von ihrem Vater das Gut von Solberge-on-Wiske bei Northallerton.

## Tätigkeit als Angehöriger der Gentry
Conyers war ein angesehener und einflussreicher Angehöriger der Gentry, obwohl er trotz älteren Angaben nicht zum Ritter geschlagen wurde und nie als Sheriff diente. Seine Stellung verdankte er vermutlich seinen Dienst für Richard Neville, 5. Earl of Salisbury aus  Middleham, dessen Vasall er im März 1436 war. Conyers war zwar für Salisbury ein eher unbedeutender Vasall, doch wohl durch seinen Einfluss wurde er im Juni 1436 zum Vogt von Richmondshire ernannt. Als Vasall eines Angehörigen der Familie Neville gehörte Conyers zu den Unterstützern des Hauses York, doch als alter Mann wurde er nicht mehr aktiv in die Rosenkriege verwickelt.

## Ehen und Nachkommen
Christopher Conyers heiratete Ellen Rolleston, eine Tochter von Thomas Rolleston und Beatrice Hauley. Thomas Rolleston starb vor 1415, worauf seine Besitzungen in Yorkshire und Lincolnshire zwischen Ellen und ihrer Schwester Margaret aufgeteilt wurden. Margaret Rolleston hatte John Tirwhit geheiratet, der damit in den Besitz der anderen Hälfte des Rolleston-Erbes kam. Christopher Conyers heiratete nach dem Tod von Ellen 1433 in zweiter Ehe Margaret Waddesley, eine Tochter des aus Yorkshire stammenden Robert Waddesley. Aus seinen beiden Ehen hatte er insgesamt 25 Kinder, darunter 12 Söhne, darunter:
- John Conyers († 1490)
- Richard Conyers
- Brian Conyers

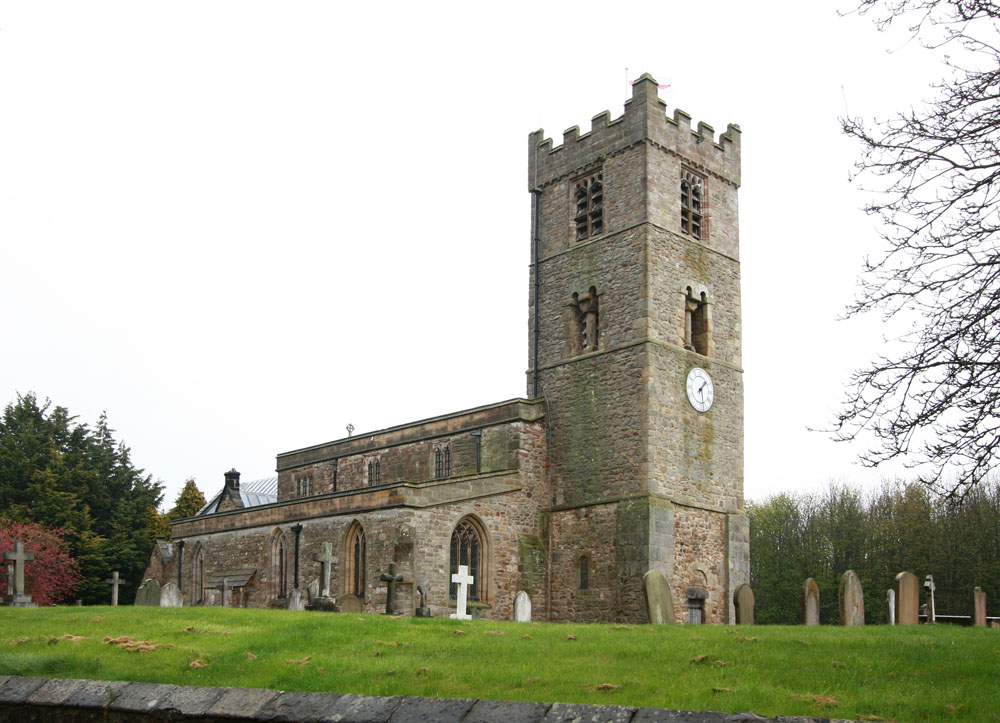
Die Kirche St Mary in Hornby, in der Conyers neben seiner ersten Frau beigesetzt wurde

Da Conyers ältester Sohn John durch Heirat einen umfangreichen Landbesitz erworben hatte und damit versorgt war, konnte er große Teile seines eigenen Landbesitzes an seine jüngeren Söhne verteilen. Dies war für die damalige Zeit unüblich, doch Conyers erwarb sogar eigens weiteren Landbesitz, um ihn zu verteilen. Dazu konnte er einige seiner Söhne mit Erbinnen verheiraten, so dass sie dadurch versorgt wurden. Als alter Mann wurde er nicht mehr aktiv in die Rosenkriege verwickelt. Als sein ältester Sohn John 1459 als Gefolgsmann der besiegten Nevilles in Gefahr geriet, durch eine Bill of Attainder des Parlaments enteignet zu werden, erbat sich Christopher im Dezember 1459 von der Krone eine offizielle Begnadigung. Anfang 1460 traf er dann umfangreiche Vorkehrungen, damit bei seinem Tod sein Besitz nicht beschlagnahmt werden konnte, falls sein Sohn John dann noch angeklagt war. Diese Vorkehrungen erwiesen sich jedoch als unnötig, denn nach dem Sieg der Yorkisten bei Towton 1461 wurde John Conyers begnadigt. Christopher Conyers wird noch am 4. April 1463 erwähnt und starb vor Michaelis 1465. Er wurde neben seiner ersten Frau Ellen in der Kirche St Mary the Virgin in Hornby beigesetzt, wo sich ihre Grabplatten befinden.